# مورغان جي. ساندرز
مورغان جي. ساندرز (بالإنجليزية: Morgan G. Sanenrs) هو محامي وسياسي أمريكي، ولد في 14 يوليو 1878، وتوفي في 7 يناير 1956 في كورسيكانا في الولايات المتحدة. حزبياً، نشط في الحزب الديمقراطي. وقد انتخب عضو مجلس نواب تكساس وانتخب عضو مجلس النواب الأمريكي.